# 아기통계인을위한계산기V0.1
아기통계인을위한계산기V0.1(CALBS)는 1993년 12월에 발표된 공개 소프트웨어로 기본적인 확률 통계 함수와 다양한 랜덤함수를 보유한 PC용 계산기 소프트웨어이다.
공개초기에는 프로그램 실행시 0.3초~2초 디스플레이 되어 스스로 자신의 심리적 안정을 찾도록 도와주는 마인드콘트롤 그래픽으로 좋은 반응을 보였다. 마인드콘트롤 그래픽의 주된 색상계열은 보라색 계열 또는 자주색 계열과 비슷한 색깔들이었다. 발표당시 존재하던 PC통신 하이텔 업로드된 소프트웨어인데 류임氏가 만든 공개소프트웨어이다. 류임氏는 1993년 8월에 전국대학생소프트웨어경진대회에서 대학생중1위, 종합순위3위로 은상수상한 기념으로 그후 몇달동안 아기통계인을위한계산기V0.1 (CALBS.EXE)를 만들어서 1993년 12월에 공개한 것으로 알려져 있다.